# Племена Црне Горе
Племена су настала удруживањем породица које имају заједничко поријекло или претке. По народном схватању, племе је заједница неког становништва које је потекло од једне породице или од једног лица. На овој основи у народу су настала предања о родоначелницима разних племена у Старој Црној Гори, Брдима и Старој Херцеговини. На заснованост оваквих схватања указују и патронимички називи племена.

## Настанак и развој
Племена постају од два или више братстава која потичу од једне крви. Ријетко се догађа и не пролази најбоље, да се несродно братство придружи неком племену, и то братство се од тог времена звало поселица. Постоје двије фазе у развоју црногорског племенског друштва. Старија је до стварања средњовјековне српске државе, а млађа је од краја  вијека, послије Турске најезде на наше крајеве. Док је постојала српска држава, у политичком животу су функционисале државне норме, док су норме родовског или племенског функционисале у унутрашњој организацији живота народа. Чим је нестала држава племена се појављују као политички фактор. Преко њих је дјеловала и Млетачка и Дубровачка република, не само трговачки већ и политички. Приликом припремања акције против Турака, западне државе су се обраћале племенским савезима.

## Словенска традиција
Племе као дио српске етничке историје, осим повезивања црногорског племенског друштва са словенском и јужнословенском етно-језичком заједницом и традицијом, има везу старинаца са досељеницима, да поједине породице у Црној Гори имају континуитет од времена краља Милутина до савременог доба.
Претпостављало се да се племе може формирати из братстава која нису истог породичног поријекла.
На основи духа црногорског народа који не трпи главаре из другог племена Миклошић, негира страно поријекло династије Балшића, упркос мишљењу историчара, који на основу страних извора, изводе њихово поријекло од куће de-Baux. Ипак је први Балшић био господар цијеле Зете, а не први човјек једног племена, па је био род Немањићима, а поставила га је чврста рука Стефана Душана.

## Први досељеници на простор данашње Црне Горе
Срби су крајем VII вијека населили Балканско полуострво, заузимајући прво сјеверозападне дијелове и ширећи се обалом Јадранског мора потискивали Аваре, мијешајући се са такозваним Латинима римским колонистима. Истовремено је текло насељавање Зете из два правца, са југа из Приморја и са сјевера из Босне, Захумља и Травуније. До  вијека, па и раније ове крајеве је потпуно населило српско племе и овде почиње његов политички живот, који тако напредује да се већ у XI вијеку овдје јавља подстицај за уједињавање народа у једну државу.

## Старосједиоци и досељавања увијеку
Други су слој створили досељеници добијени после пада Српског царства, углавном у другој половини  вијека, када је и Краљевина Босна изгубила самосталност, а Зета остала једино уточиште слободног српства. Ово досељавање је било тако масовно да су старосједиоци убрзо постали мањина. Из прошлости појединих племена записано је какви су били односи између старог становништва и досељеника који су убрзо надвладали да би се према старосједиоцима који су били сведени на минимум односили са извјесним презрењем, дајући им имена која им никада нису припадала каква су: Мацуре, Жудељи, Шпањи, Букумири. Измишљали су о њима невјероватне приче — како су једни друге поубијали и тако сами себе уништили, да су проклети и да се зато не размножавају. Ови старосједиоци у стварности ни по чему нису били гори од досељеника, који су се кочопериле својим ратним подвизима. Историјска је чињеница да су ови старосједиоци помогли Немањи да побиједи Византију, па су Немањићи са њима створили српску државу.

## Досељеници из Босне и Херцеговине
Досељеници из Босне и Херцеговине прихватили су имена Његуши — по селу у коме су се населили. Озринићи по племену у које су се укључили када су се доселили, слично је са Бјелопавлићима тако су сачувани и називи мјеста Малоншићи и Мазнићи. Сва је Катунска нахија своје досељенике добила из Босне и Херцеговине који нису директно дошли из свог бившег завичаја, већ заобилазним путевима одлазећи далеко на запад и до Далмације и мање или више се тамо задржавајући. Тако су његушки досељеници неко вријеме живљели испод Његоша у Херцеговини, што им је дало основу да су отуда и своје име донијели. Са њима су тамо живљели и Церовићи који су тај крај напустили касније, а презиме добијају по планини Церовици са којим су и дошли у Дробњаке.

## Стара племена
Црногорска племена су насељавала данашњу територију Црне Горе, некадашње Рашке и Зете, окупљени око својих заједничких предака.

## Подела племена по групама (Јован Цвијић)
Подељена су на две групе. У средњовековној Црној Гори је било 21 племе, које је се налазило у 4 нахије. У Рашкој је било 26 племена, која су се налазила у 3 области.

## Племена у нахијама

### Племена Катунске нахије
- Цетиње
- Његуши
- Ћеклићи
- Бјелице
- Цуце (Веље и Мале)
- Озринићи (Чевљани)
- Пјешивци (Горњи и Доњи)
- Загарач (Горњи и Доњи)
- Комани (Комани у ужем смислу и Бандићи).

### Племена Љешанске Нахије
- Дражевина
- Градац (племе)
- Буроње

### Племена Ријечке нахије
- Цеклин
- Косијери
- Добрско село
- Љуботињ
- Грађани

### Племена Црмничке нахије
- Подгор
- Дупило
- Брчели
- Сотонићи
- Глухи До
- Бољевићи

## Племена у областима

### Племена Брда(седам Брда)
- Бјелопавлићи
- Пипери
- Ровца
- Морача
- Васојевићи
- Братоножићи
- Кучи (Затријебач)

### Племена Херцеговине (старе)
- Дробњаци и Језера
- Ускоци
- Пивљани
- Шаранци
- Никшићи
- Бањани
- Грахово
- Требјешани

### Приморска племена
- Грбаљ
- Паштровићи са Брајићима
- Кривошије
- Маине (Будва)
- Побори

## Подела племена по нахијама (Књажевина Црна Гора)
Званична подела по племенима према Земљопису Књажевине Црне Горе објављеног на Цетињу 1899. године.

### Катунска нахија
- Цетиње
- Његуши
- Ћеклићи
- Бјелице
- Цуце
- Озринићи
- Рудине
- Грахово
- Пјешивци
- Загарач
- Комани

### Ријечка нахија
- Цеклин са Цеклинском Жупом и Косијерима
- Добрско Село са Добрском Жупом
- Љуботињ
- Грађани

### Црмничка нахија
- Подгор
- Брчеле
- Сотонићи
- Дупило
- Глухи До
- Бољевићи
- Лимљани
- Сеоца
- Шестани
- Крајина

### Приморска нахија
Ова се нахија не дијели на племена, као остале нахије, већ на два округа:
- Улцињски округ
- Барски округ

### Љешанска нахија
- Градац
- Штитари
- Дражевина

### Зетска нахија
- Зета
- Затријебач
- Кучи
- Братоножићи

### Брдска нахија
- Бјелопавлићи
- Пипери

### Васојевићка нахија
- Васојевићи

Нахија се дели по земљишту на следеће области:
- Лијева Ријека
- Нахија
- Полимље

### Морачка нахија
- Доња Морача
- Горња Морача
- Ровци
- Колашин (округ)

### Никшићка нахија
- Никшићка жупа
- Луково
- Дробњаци
- Ускоци
- Језера
- Шаранци
- Пива
- Бањани
- Рудине
- Голија
- Трепча